# Dušan Jelinčič

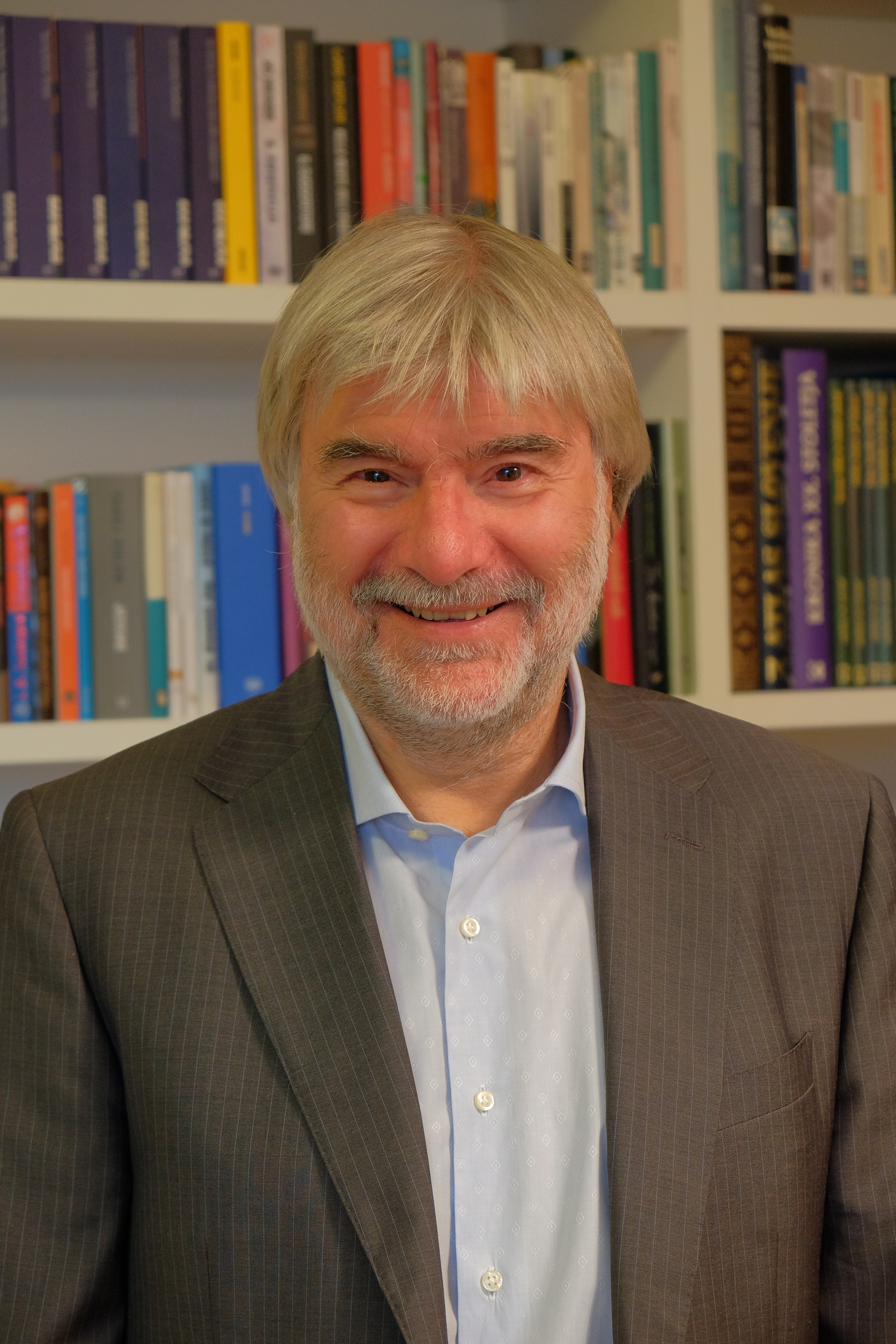
Dušan Jelinčič, scrittore, giornalista, alpinista

Dušan Jelinčič (Trieste, 1953) è un giornalista, scrittore e alpinista italiano di lingua slovena.

## Biografia
Nato a Trieste da una famiglia della comunità slovena triestina (suo padre era Zorko Jelinčič, amico intimo di Vladimir Bartol e uno dei fondatori dell'organizzazione TIGR), si laureò in filologia moderna all'Università degli Studi di Trieste, divenendo in seguito giornalista caposervizio alla sede Rai di Trieste nella redazione in lingua slovena.
Nel 1986 Jelinčič prese parte alla spedizione Karakorum 86, diventando il primo alpinista del Friuli-Venezia Giulia a scalare un ottomila, il Broad Peak. Nel 1990 tentò la scalata dell'Everest partecipando alla spedizione Alpe Adria Sagarmatha e nel 2003 scalò il Gasherbrum II.
Riportò le sue esperienze nel libro Le notti stellate (1994), con il quale riscosse un notevole successo, particolarmente negli ambienti italiani: il libro ebbe due edizioni e quattro ristampe e ricevette ben quattro premi letterari a livello nazionale (tra l'altro il premio letterario Giuseppe Acerbi). Il suo romanzo "Scacco al buio" (2002) gli valse il premio internazionale Scritture di frontiera (ex aequo con Predrag Matvejević).
L'opera letteraria di Dušan Jelinčič rientra nella tradizione della letteratura alpina austro-ungarica, diffusa dagli inizi del Novecento, di cui è centro proprio Trieste, con autori quali Henrik Tuma, Julius Kugy, Klement Jug, Igor Škamperle, lo stesso Zorko Jelinčič, padre di Dušan, e per certi versi anche Vladimir Bartol.
Jelinčič è inoltre autore di numerosi saggi, pubblicati nelle più prestigiose riviste letterarie della Slovenia.

## Principali opere in italiano
- Le notti stellate, Campanotto Editore, Udine 1994
- Perle sotto la neve, Vivalda Editori, Torino 1997
- Il cinquantesimo Lichene: storie di Montagna, Vivalda Editori, Torino 2000
- Scacco al buio, Hammerle editori, Trieste 2002
- Le notti stellate del Karakorum, Vivalda editori, Torino, 2006
- Alessandro delle lucciole, Ilirska Bistrica, 2006
- Assassinio sul K2, Antony, Trieste 2008
- L'Occhio di Buddha, Antony, Trieste 2009
- L'amore ai tempi della solitudine, Antony, Trieste 2010
- Il gioco dell'amore, Antony, Trieste 2010
- Dove va il vento quando non soffia, Vivalda, Torino 2010
- La Dama Bianca di Duino (brossura), 1ª ed., Reggio Emilia, Diabasis, gennaio 2011,  p. 168, ISBN 978-88-8103-749-0.